# Știrbei Vodă (stație de metrou)
Știrbei Vodă este o stație planificată de metrou din București. Se va afla în Sectorul 1, la intersecția dintre Strada Berzei și Strada Știrbei Vodă.